# 31911 Luciafauth
31911 Luciafauth è un asteroide della fascia principale. Scoperto nel 2000, presenta un'orbita caratterizzata da un semiasse maggiore pari a 2,4309515 au e da un'eccentricità di 0,2004101, inclinata di 1,81795° rispetto all'eclittica.
L'asteroide era stato inizialmente battezzato 31911 Niklasfauth per poi essere corretto nella denominazione attuale.
L'asteroide è dedicato alla studentessa tedesca Lucia Fauth.